# Waverly Hills

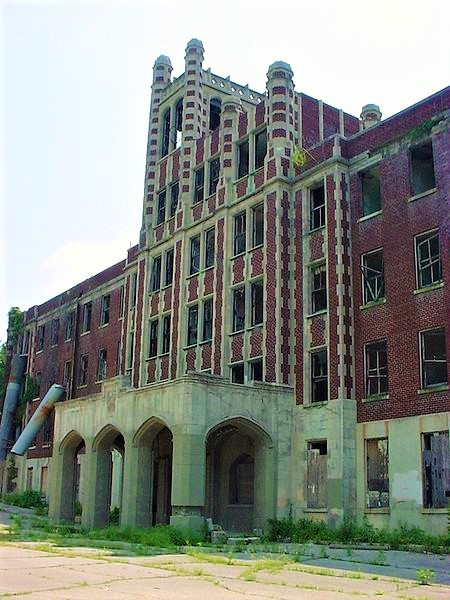
Sanatorium w Waverly Hills

Waverly Hills – dawne sanatorium zlokalizowane w Louisville, Kentucky, USA. Pierwotnie szpital do leczenia pacjentów chorych na gruźlicę, zbudowany w 1908 roku.  

## Historia
Na początku XX wieku, w okręgu Jefferson wybuchła epidemia gruźlicy. Początkowo został zbudowany budynek, dla około stu czterdziestu pacjentów. Ponieważ epidemia rozszerzała się, potrzeba było większego szpitala. W marcu roku 1924 zaczęto budować nowy, pięciopiętrowy budynek, mogący pomieścić ponad czterystu pacjentów. Budowla została otwarta 17 października 1926 r. Szpital został zamknięty w czerwcu 1961 r.
Waverly Hills zostało poddane pracom renowacyjnym i otwarte jest dla zwiedzających.

## Legendy
Jedna z najpowszechniej znanych legend Waverly Hills, to opowieść o pokoju nr 502. Mówi ona o pielęgniarce, która popełniła samobójstwo przez powieszenie w tym właśnie pokoju. Kilka lat później inna pielęgniarka skoczyła z dachu budynku, ponieważ była już zakażona gruźlicą i dowiedziała się, że jest w ciąży, na dodatek pozamałżeńskiej. Inną historią jest Death Tunnel – tunel śmierci. Jest to tunel, który został zbudowany, aby usuwać zwłoki zmarłych pacjentów, i ukrywać je przed innymi pacjentami, jak i przed światem. Żniwa epidemii usuwano i zatajano przed bywalcami Waverly Hills, by nie podsycać w nich paniki. W szpitalu dokonywano eksperymentów medycznych na pacjentach. 